# Ruston (Louisiana)
Ruston è la città capoluogo della parrocchia di Lincoln negli Stati Uniti d'America, stato della Louisiana. La popolazione era di  21 859 abitanti nel 2010, un aumento del 6.4% rispetto ai calcoli del 2000. Ruston è sede della Louisiana Tech University. La sua economia è quindi fondata sulla popolazione studentesca. Ruston ospita anche l'annuale Peach Festival.